# Момик
Момик (на арменски: Մոմիկ) е средновековен арменски художник, скулптор и архитект, представител на Гладзорската школа на арменската миниатюра. Работи в периода между 1283 и 1333 г. По-голямата част от творчеството му е свързана с манастирския комплекс Нораванк в Сюникското княжество, където създава своите произведения за владетелите на областта, князете Орбелян. Там се намират известните образци на неговата дейност като скулптор и архитект – посветеният на Сюникския митрополит хачкар, барелефът на Бог Отец и църквата-мавзолей Сурб Аствацацин (Света Богородица). Запазилите се ръкописи с миниатюрите на Момик се съхраняват в Ереван (Матенадаран) и Виена.

## Биография
Точните данни за раждането и смъртта на Момик не са известни. Роден е около 60-те години на 13 век, в село Улгюр във Вайоц Дзор. Известни са имената на родителите му – Григор и Авта, на сина – Аскандар, и на внука – Шатоник. Образованието си получава в Гладзорския университет, където освен изкуство изучава гръцки език и теология. Като свои учители нарича монаха Овасап и архитектора Сиранес.
Продължително време работи в Киликия. Предполага се, че там през 1283 г. илюстрира евангелие за царица Керан и това му носи известност. За първи път името на Момик се споменава в колофона на сборника с молитви от 1283 г. След завръщането си във Вайоц Дзор получава длъжност на придворен художник при князете Орбелян, правителите на Сюник. Умира между 1333 и 1340 г., погребан е в манастирския комплекс Нораванк.

## Творчество
Творчеството на Момик заема изключително място в художественото наследие на Армении от края на 13-и до средата на 14 век. Започва като художник-миниатюрист, по-късно се изявява като скулптор и архитект. Известен е като автор на илюстрирани ръкописи и създател на богато декорирани хачкари и оригинални барелефи, а също и като строител на уникални църкви. Дейността му е свързана с манастира Нораванк в Сюник.

### Миниатюрист
Момик илюстрира ръкописи през ранния период на своята творческа дейност. През дългия си престой в Киликия възприема стила на киликийските художници, но същевременно, след завръщането си в Историческа Армения се включва в новото развитие на книжната живопис в Гладзорския университет и се смята за представител на неговата школа на миниатюрата.
Два илюстрирани ръкописа с доказано авторство на Момик се съхраняват в Ереван, в Института за древни ръкописи Матенадаран (Евангелие от 1292 г., MS 2848 и Евангелие от 1302 г, MS 6792). Запазен запис с името на Момик се съдържа и в сборника от 1283/1284 г., създаден за ректора на Гладзорския университет, Нерсес Мшеци. Този ръкопис се пази в манастира на мъхитаристите във Виена (MS 517). На Момик въз основа на стилистически характеристики се приписва и Евангелие от 1313 г. от колекцията на Матенадаран (MS 7842). Предполага се също, че негови са миниатюрите на Евангелие от 1283 г. (Матенадаран, MS 6764) и на ръкописа (ф. 439.23.5), съхраняван в Руската държавна библиотека (Русская Государственная Библиотека – РГБ). Има и едно Евангелие, започнато от Момик през 1307 г. по нареждане на Сюникския митрополит Ованес Орбелян. Работата върху миниатюрите на ръкописа се прекъсва поради възникналото очно заболяване на художника и тя се довършва от друг миниатюрист от Гладзорската школа, Торос Таронаци. След като оздравява Момик продължава своята творческа дейност като скулптор и архитект.
Момик се смята за един от големите майстори на портрета в арменската книжна живопис от 14 век. Художникът отделя голямо внимание на изписване на фигурите на персонажите, на техните движения и мимика. В работите му има елементи на перспектива, свидетелство за ново ниво на живописните умения. Миниатюрите му притежават характерна цветова хармония. Името на Момик в записите е съпроводено с думата вардапет (майстор).

#### Евангелие от 1292 г.
Евангелие от 1292 г. (Матенадаран, MS 2848), известно също като Евангелие на Нораванк, е най-ранното пълноценно произведение на Момик. Създадено е по поръчка на братята свещеници Ованес и Тадеос. Колофоните на ръкописа са запазени. В единия от тях художникът нарича себе си „бездарен секретар на име Момик“, в другия оставя запис за своя учител – „Моля да помните и моя заслужен учител, монаха Овасап“.
Евангелието е написано на пергамент, живописната му програма не съдържа сюжетни миниатюри, а само титулни листа и портрети на евангелистите. Декоративната украса включва миниатюри на полетата и маргиналии. Цветовата палитра съдържа наситени червени, синьо-зелени и жълти багри, златото се използва в много ограничени количества. Портретите впечатляват с рядко срещаната иконография. Евангелистът Марк е изобразен пишещ под диктовката на апостол Петър. Ученикът на Йоан, Прохор, е сам на миниатюрата и е показан като възрастен мъж, който самостоятелно пише евангелие. За миниатюрите са характерни монументалност, ясно очертани орнаменти и изразителност на образите.

#### Евангелие от 1302
Евангелие от 1302 (Матенадаран MS 6792), е създадено по разпореждането на Сюникския митрополит и известния историк Степанос Орбелян, посветено е на него и понякога се споменава като Евангелие на Степанос Орбелян. Ръкописът е с малък размер (8,7х 12 cm), съдържа 300 листа и е богато украсен. Основната му част е написана върху пергамент, книгописецът е Ованес Орбелян, бъдещ епископ на Сюник. През 1406 г. Евангелието е реставрирано от човек на име Григор, при което се добавя друга част, написана върху хартия. Текстът и на двете части е написан в две колони с шрифт болоргир. Живописна украса има само пергаментната част. Тя се състои от дванадесет сюжетни миниатюри, три портрета, два титулни листа, осем малки орнамента и няколко миниатюри по полетата. Декорът на титулните листа съдържа мотиви и маргиналии, повлияни от киликийските ръкописи на 13 век. Сюжетните миниатюри са посветени на големите християнски празници. Портретите са на Йоан, представен заедно с ученика си Прохор, и на апостолите Яков и Петър. Въпреки малките размери на книгата художникът спазва каноните при представянето на портретите и успява да изобрази епизодите от живота на Христос като пълноценни сцени. В миниатюрата „Възнесение Господне“ са хармонично изписани 17 фигури, сцената на „Вход Господен в Йерусалим“ съдържа 18 персонажа. Цветовата палитра е съчетана с много злато, което придава на украсата особена пищност. Лицата са с емоционално излъчване, Богородицата е показана като изящна млада жена с нежни черти на лицето. Ръкописът се оценява като шедьовър на книжното изкуство на 14 век.

### Скулптор
Момик е известен като майстор на хачкари. През 1304 г. създава един в памет на своя патрон Степанос Орбелян. Този хачкар се намира в Нораванк, където е неговият гроб.
Два хачкара са изработени по поръчка на княгиня Тамта. Единият от 1308 г. е в памет на нейния свекър Тарсаич Орбелян. Той се отличава със стройни пропорции, фина двуслойна резба и ясно очертани декоративни мотиви. В центъра на хачкара се намира кръст, под него е розетка, подобна на щит, от двете страни са наредени осмоъгълни звезди. В горната част на хачкара е изобразен Дейсис. Този паметник се смята за шедьовър на Момик, намира се в резиденцията на католикоса в Ечмиадзин.
Вторият хачкар за княгинята също е забележителен. В горната му част е изобразен Христос, в центъра е издялан кръст, около него има изображения на дванадесетте апостола, поместени в рамки с формата на ромб. Имената на първите двама – Петър и Андрей – са изписани върху книгите, които се намират в ръцете им. Точната дата на създаването на паметника не е известна, но със сигурност това става не по-късно от 1312 г., когато княгинята умира. Съхранява се в музея на Ехегнадзор
Към образците на скулптурния талант на Момик се отнасят също барелефите върху създадените от него архитектурни съоръжения – украсата на църквата Сурб Аствацацин (Пресвета Богородица) в Нораванк, на притвора на църквата Св. Карапет в Нораванк, тимпанът на църквата в Арени с изображението на Бородицата с младенеца. Особено е забележителен барелефът на притвора в Нораванк с уникалното като иконография изображение на Бог Отец.

### Архитект
Най-известните архитектурни съоръжения на Момик са притворът на църквата в Нораванк, църквата Сурб Аствацацин в Арени, двухетажната църква-мавзолей на княз Буртел в Нораванк (Сурб Аствацацин, известна също като „Буртелашен“). На Момик се приписва също църквата Зорац в Ехегис.
Църквата Сурб Аствацацин (Пресвета Богородица) в Арени е построена през 1321 г. по нареждането на митрополит Ованес Орбелян. Издигната е от жълто-оранжев туф на върха на един хълм над река Арени. Тя е с два входа – източен и западен. Тимпанът с прочутия барелеф на Богородицата и младенеца е над западния вход. На източната фасада има триъгълни ниши с кръгли арки над тях. Между тях се намират два прозореца във вид на кръст. По време на земетресение през 1840 г. куполът рухва, но се запазват неговите „платна“ със символите на евангелистите – ангел, лъв, телец и орел. Църквата е възстановена през 20 век.
Двуетажната църква Буртелашен се оценява като архитектурен шедьовър сред арменските църкви-мавзолеи. Строителството ѝ завършва през 1339 г. и тя е последната работа на Момик. Нейната конструкция е подобна на тази на църквата в Арени. Първият етаж представлява погребална зала за членовете на фамилията Орбелян. Над нейния вход се намират барелефните скулптури на Богородицата и архангелите. Вторият етаж е молитвена зала, порталът на неговия вход е украсен с барелеф с изображенията на апостолите Петър и Павел. Куполът на църквата се поддържа от открита ротонда с 12 колони. Църквата претърпява разрушения по време на земетресение през 1840 г., възстановена е през 20 век.
Църквата Зорац, (Църква на воители), е уникален паметник на средновековната арменска архитектура. Построена е върху хълм и притежава конструкция с открит олтар. Олтарът е издигнат на височина, достатъчно голяма, така че воините-конници да получават благословията без да се спешават.